# Фотиново (Пазарджикская область)
Фотиново (болг. Фотиново) — село в Болгарии. Находится в Пазарджикской области, входит в общину Батак. Население составляет 712 человек.

## Политическая ситуация
В местном кметстве Фотиново, в состав которого входит Фотиново, должность кмета (старосты) исполняет Ахмед Кязимов Чалиев (Движение за права и свободы (ДПС)) по результатам выборов правления кметства.
Кмет (мэр) общины Батак — Петыр Крумов Паунов (Болгарская социалистическая партия (БСП)) по результатам выборов в правление общины.